# Sivry-Rance
Sivry-Rance (dialectul picard: Chevri-Rance) este o comună francofonă din regiunea Valonia din Belgia. Comuna Sivry-Rance este formată din localitățile Grandrieu, Montbliart, Rance, Sautin și Sivry. Suprafața sa totală este de 72,97 km². La 1 ianuarie 2008 avea o populație totală de 4.703 locuitori. 
Comuna Sivry-Rance se învecinează cu comunele belgiene Beaumont, Chimay și Froidchapelle și  cu departamentul francez Nord.

## Localități înfrățite
- Franța: Grandrieu.